# 2011 w filmie
Ten artykuł należy dopracować:

przedstawiono sytuację tylko z polskiej perspektywy – artykuł powinien być przekrojowy.
Pomóż go poprawić. Na stronie dyskusji mogą znajdywać się pomocne komentarze.
Wydarzenia filmowe w 2011 roku.

2011 w filmie to 123. rok w historii kinematografii światowej.

## Kalendarium
- styczeń
  - 16 stycznia – 68. ceremonia wręczenia Złotych Globów
  - 20–30 stycznia – 27. Sundance Film Festival w Park City
  - 30 stycznia – 17. ceremonia wręczenia nagród Gildii Aktorów Filmowych
- luty
  - 13 lutego – 25. ceremonia wręczenia nagród Goya
  - 13 lutego – 64. ceremonia wręczenia nagród BAFTA
  - 10–20 lutego – 61. Międzynarodowy Festiwal Filmowy w Berlinie
  - 25 lutego – 36. ceremonia wręczenia Cezarów
  - 26 lutego – 31. rozdanie Złotych Malin
  - 26 lutego – 25. ceremonia wręczenia Independet Spirit Awards
  - 27 lutego – 83. ceremonia wręczenia Oscarów
- marzec
  - 31 marca – premiera filmu "?"
- lipiec
  - 21–31 lipca – 11. edycja festiwalu Nowe Horyzonty we Wrocławiu
- sierpień
  - 31 sierpnia – 10 września – 68. Międzynarodowy Festiwal Filmowy w Wenecji
- listopad
  - 15–20 listopada – 2. edycja American Film Festival we Wrocławiu
  - 26 listopada – 3 grudnia, Bydgoszcz, 19. Międzynarodowy Festiwal Sztuki Autorów Zdjęć Filmowych Camerimage
- grudzień
  - 4–11 grudnia – 7. festiwal Filmy Świata Ale Kino+ (Kraków, Wrocław, Poznań, Gdańsk)

## Nagrody filmowe

### Złote Globy
68. ceremonia wręczenia Złotych Globów odbyła się 16 stycznia 2011 roku.
- Pełna lista nagrodzonych

| Najlepszy film dramatycznyThe Social Network Najlepszy reżyserDavid Fincher za film The Social Network | Najlepsza aktorka w filmie dramatycznymNatalie Portman za rolę w filmie Czarny łabędź Najlepszy aktor w filmie dramatycznymColin Firth za rolę w filmie Jak zostać królem |

### Nagroda Gildii Aktorów Filmowych
17. ceremonia wręczenia nagród Gildii Aktorów Filmowych odbyła się 30 stycznia 2011 roku.
- Pełna lista nagrodzonych

| Najlepsza aktorkaNatalie Portman za rolę w filmie Czarny łabędź Najlepszy aktorColin Firth za rolę w filmie Jak zostać królem | Najlepsza aktorka w serialu dramatycznymJulianna Margulies za rolę w serialu Żona idealna Najlepszy aktor w serialu dramatycznymSteve Buscemi za rolę w serialu Zakazane imperium |

### Goya
25. ceremonia wręczenia Hiszpańskich Nagród Filmowych – Goya odbyła się 13 lutego 2011 roku.
- Pełna lista nagrodzonych

| Najlepszy filmCzarny chleb Najlepszy reżyserAgustí Villaronga za film Czarny chleb | Najlepsza aktorkaNora Navas za rolę w filmie Czarny chleb Najlepszy aktorJavier Bardem za rolę w filmie Biutiful |

### Złoty Niedźwiedź
62. Międzynarodowy Festiwal Filmowy w Berlinie odbył się w dniach 10–20 lutego 2011 roku.
- Pełna lista nagrodzonych

| Złoty NiedźwiedźAsghar Farhadi za film Rozstanie Najlepszy reżyserUlrich Köhler za film Sen o Afryce | Najlepsza aktorkanagroda zbiorowa dla aktorek za rolę w filmie Rozstanie Najlepszy aktornagroda zbiorowa dla aktorów za role w filmie Rozstanie |

### Cezary
36. ceremonia wręczenia Francuskich Nagród Filmowych – Cezarów odbyła się 27 lutego 2011 roku.
- Pełna lista nagrodzonych

| Najlepszy filmLudzie Boga Najlepszy reżyserRoman Polański za film Autor widmo | Najlepsza aktorkaSara Forestier za rolę w filmie Imiona miłości Najlepszy aktorEric Elmosnino za rolę w filmie Gainsbourg |

### BAFTA
64. ceremonia wręczenia nagród Brytyjskiej Akademii Sztuk Filmowych i Telewizyjnych odbyła się 13 lutego 2011 roku.
- Pełna lista nagrodzonych

| Najlepszy filmJak zostać królem Najlepszy reżyserDavid Fincher za film The Social Network | Najlepsza aktorkaNatalie Portman za rolę w filmie Czarny łabędź Najlepszy aktor: Colin Firth za rolę w filmie Jak zostać królem |

### Independent Spirit Awards
25. ceremonia wręczenia nagród Independent Spirit Awards odbyła się 26 lutego 2011 roku.
- Pełna lista nagrodzonych

| Najlepszy film: Czarny łabędź Najlepszy reżyser: Darren Aronofsky za film Czarny łabędź | Najlepsza aktorka: Natalie Portman za rolę w filmie Czarny łabędź Najlepszy aktor: James Franco za rolę w filmie 127 godzin |

### Złota Malina
31. ceremonia wręczenia nagród Złotej Maliny odbyła się 26 lutego 2011 roku.
- Pełna lista nagrodzonych

| Najgorszy filmOstatni władca wiatru Najgorszy reżyserM. Night Shyamalan za film Ostatni władca wiatru | Najgorsza aktorkaSarah Jessica Parker, Kim Cattrall, Kristin Davis, Cynthia Nixon za rolę w filmie Seks w wielkim mieście 2 Najgorszy aktor: Ashton Kutcher za rolę w filmie Pan i pani Kiler i Walentynki |

### Oscary
83. ceremonia wręczenia nagród Amerykańskiej Akademii Filmowej odbyła się 27 lutego 2011 roku.
- Pełna lista nagrodzonych

| Najlepszy filmJak zostać królem Najlepszy reżyserTom Hooper za film Jak zostać królem | Najlepsza aktorkaNatalie Portman za rolę w filmie Czarny łabędź Najlepszy aktor: Colin Firth za rolę w filmie Jak zostać królem |

### Orły
13. ceremonia wręczenia Polskich Nagród Filmowych – Orłów odbyła się 7 marca 2011 roku.
- Pełna lista nagrodzonych

| Najlepszy filmEssential Killing Najlepszy reżyserJerzy Skolimowski za film Essential Killing | Najlepsza aktorkaUrszula Grabowska za rolę w filmie Joanna Najlepszy aktorRobert Więckiewicz za rolę w filmie Różyczka |

### Złota Palma
64. Festiwal Filmowy w Cannes odbył się w dniach 11–22 maja 2011 roku.
- Pełna lista nagrodzonych

| Złota PalmaDrzewo życia Najlepszy reżyserNicolas Winding Refn za film Drive | Najlepsza aktorkaKirsten Dunst za rolę w filmie Melancholia Najlepszy aktorJean Dujardin za rolę w filmie Artysta |

### Złote Lwy
36. Festiwal Polskich Filmów Fabularnych w Gdyni odbył się w dniach 6–11 czerwca 2011 roku.
- Pełna lista nagrodzonych

| Złote LwyEssential Killing Najlepszy reżyserJerzy Skolimowski za film Essential Killing | Najlepsza aktorkaRoma Gąsiorowska za rolę w filmie Ki Najlepszy aktorMarcin Dorociński za role w filmie Róża |

### Złoty Lew
68. Festiwal Filmowy w Wenecji odbył się w dniach 31 sierpnia–10 września 2010 roku.
- Pełna lista nagrodzonych

| Najlepszy filmFaust Najlepszy reżyserCai Shangjun za film People Mountain People Sea | Najlepsza aktorkaDeannie Yip za rolę w filmie Proste życie Najlepszy aktorMichael Fassbender za rolę w filmie Wstyd |

### Europejska Nagroda Filmowa
24. ceremonia wręczenia Europejskich Nagród Filmowych odbyła się 3 grudnia 2011 roku.
- Pełna lista nagrodzonych

| Najlepszy europejski filmMelancholia Najlepszy europejski reżyserSusanne Bier za film W lepszym świecie | Najlepsza europejska aktorkaTilda Swinton za rolę w filmie Musimy porozmawiać o Kevinie Najlepszy europejski aktorColin Firth za rolę w filmie Jak zostać królem |

### Satelita
16. ceremonia wręczenia nagród Satelitów odbyła się 18 grudnia 2011 roku.
- Pełna lista nagrodzonych

| Najlepszy film dramatycznySpadkobiercy Najlepszy reżyserNicolas Winding Refn za film Drive | Najlepsza aktorkaViola Davis za rolę w filmie Służące Najlepszy aktorRyan Gosling za rolę w filmie Drive |

### Złota, Srebrna i Brązowa Żaba (Camerimage)
19. Międzynarodowy Festiwal Sztuki Autorów Zdjęć Filmowych Camerimage, 26 listopada – 3 grudnia, Bydgoszcz.
- - Złota Żaba: Jolanta Dylewska za zdjęcia do filmu W ciemności
  - Srebrna Żaba: Mahmoud Kalari za zdjęcia do filmu Rozstanie
  - Brązowa Żaba: Robbie Ryan za zdjęcia do filmu Wichrowe Wzgórza

## Premiery

### Filmy polskie
| Data            | Tytuł filmu                         | Kraj   | Reżyseria                                           | Obsada                                                                            |
| --------------- | ----------------------------------- | ------ | --------------------------------------------------- | --------------------------------------------------------------------------------- |
| 3 stycznia      | Mgła                                | Polska | Maria Dłużewska, Joanna Lichocka                    | Andrzej Duda, Jacek Sasin                                                         |
| 7 stycznia      | Weekend                             | Polska | Cezary Pazura                                       | Paweł Małaszyński, Małgorzata Socha, Jan Frycz                                    |
| 21 stycznia     | Och, Karol 2                        | Polska | Piotr Wereśniak                                     | Piotr Adamczyk, Katarzyna Glinka, Małgorzata Socha                                |
| 4 lutego        | Jak się pozbyć cellulitu            | Polska | Andrzej Saramonowicz                                | Dominika Kluźniak, Tomasz Kot, Cezary Kosiński                                    |
| 11 lutego       | Cudowne lato                        | Polska | Ryszard Brylski                                     | Katarzyna Figura, Antoni Pawlicki, Helena Sujecka                                 |
| 25 lutego       | Wojna żeńsko-męska                  | Polska | Łukasz Palkowski                                    | Sonia Bohosiewicz, Maja Bohosiewicz, Tomasz Karolak                               |
| 25 lutego       | Czarny czwartek                     | Polska | Antoni Krauze                                       | Krystyna Janda, Marta Kalmus, Tomasz Więcek                                       |
| 25 lutego       | Dwa Rembrandty w ogrodzie           | Polska | Jerzy Śladkowski                                    | -                                                                                 |
| 4 marca         | Sala samobójców                     | Polska | Jan Komasa                                          | Jakub Gierszał, Roma Gąsiorowska, Agata Kulesza                                   |
| 11 marca        | Gli Italiani                        | Polska | Łukasz Barczyk                                      | Jacek Poniedziałek, Krzysztof Warlikowski, Renate Jett                            |
| 11 marca        | Jan Paweł II. Szukałem Was...       | Polska | Jarosław Szmidt                                     | -                                                                                 |
| 11 marca        | Jeż Jerzy                           | Polska | Wojciech Wawszczyk, Jakub Tarkowski, Tomasz Leśniak | Dubbing: Borys Szyc, Maria Peszek, Maciej Maleńczuk                               |
| 17 marca        | Uzy-Bory                            | /      | Darali Leli, Piotr Pałgan                           | Kostia Nikitin, Lena Frolova, Irina Zangarik                                      |
| 18 marca        | Młyn i krzyż                        | /      | Lech J. Majewski                                    | Rutger Hauer, Michael York, Charlotte Rampling                                    |
| 18 marca        | Wygrany                             | /      | Wiesław Saniewski                                   | Paweł Szajda, Janusz Gajos, Marta Żmuda Trzebiatowska                             |
| 25 marca        | Los numeros                         | Polska | Ryszard Zatorski                                    | Lesław Żurek, Justyna Schneider, Tamara Arciuch                                   |
| 25 marca        | Made in Poland                      | Polska | Przemysław Wojcieszek                               | Piotr Wawer, Przemysław Bluszcz, Janusz Chabior, Eryk Lubos                       |
| 1 kwietnia      | Trzy minuty. 21:37                  | Polska | Maciej Ślesicki                                     | Bogusław Linda, Krzysztof Stroiński, Karolina Nolbrzak                            |
| 8 kwietnia      | Erratum                             | Polska | Marek Lechki                                        | Tomasz Kot, Ryszard Kotys, Tomasz Radawiec                                        |
| 15 kwietnia     | Mała matura 1947                    | Polska | Janusz Majewski                                     | Adam Wróblewski, Antoni Królikowski, Marek Kondrat                                |
| 13 maja         | Lincz                               | Polska | Krzysztof Łukaszewicz                               | Leszek Lichota, Agnieszka Podsiadlik, Wiesław Komasa, Maciej Mikołajczyk          |
| 13 maja         | Milion dolarów                      | Polska | Janusz Kondratiuk                                   | Kinga Preis, Tomasz Karolak, Joanna Kulig, Jakub Gierszał                         |
| 20 maja         | Świnki                              | /      | Robert Gliński                                      | Filip Garbacz, Anna Kulej, Daniel Furmaniak, Rolf Hoppe                           |
| 27 maja         | Prosto z nieba                      | Polska | Piotr Matwiejczyk                                   | Mirosław Baka, Olga Bołądź, Marcin Bosak, Eryk Lubos                              |
| 3 czerwca       | Uwikłanie                           | Polska | Jacek Bromski                                       | Maja Ostaszewska, Marek Bukowski, Andrzej Seweryn, Piotr Adamczyk                 |
| 10 czerwca      | Nie opuszczaj mnie                  | /      | Ewa Stankiewicz                                     | Agnieszka Grochowska, Wojciech Zieliński, Grażyna Barszczewska, Daniel Olbrychski |
| 17 czerwca      | Kobieta, która pragnęła mężczyzny   | /      | Per Fly                                             | Sonja Richter, Marcin Dorociński, Mikael Nyqvist                                  |
| 17 czerwca      | Maraton tańca                       | Polska | Magdalena Łazarkiewicz                              | Joanna Kulig, Olga Frycz, Krzysztof Skonieczny, Agnieszka Podsiadlik              |
| 5 sierpnia      | Kret                                | Polska | Rafael Lewandowski                                  | Borys Szyc, Marian Dziędziel, Wojciech Pszoniak, Stanisława Łopuszańska           |
| 12 sierpnia     | Taxi A                              | Polska | Marcin Korneluk                                     | Marian Dziędziel, Jerzy Bończak, Paulina Holtz, Witold Dębicki                    |
| 19 sierpnia     | Latający mnich i tajemnica Da Vinci | /      | Mariana Cengel-Solcanská                            | Lukács Bicskey, Radoslav Brzobohatý, Juliusz Chrzastowski                         |
| 17 września     | W imieniu diabła                    | Polska | Barbara Sass                                        | Katarzyna Zawadzka, Anna Radwan, Mariusz Bonaszewski                              |
| 23 września     | Ewa                                 | Polska | Adam Sikora Ingmar Villqist                         | Barbara Lubos-Święs, Andrzej Mastalerz, Anna Guzik                                |
| 30 września     | 1920 Bitwa warszawska               | Polska | Jerzy Hoffman                                       | Borys Szyc, Natasza Urbańska, Daniel Olbrychski                                   |
| 30 września     | Ki                                  | Polska | Leszek Dawid                                        | Roma Gąsiorowska, Adam Woronowicz, Agata Kulesza                                  |
| 7 października  | Daas                                | Polska | Adrian Panek                                        | Olgierd Łukaszewicz, Andrzej Chyra, Mariusz Bonaszewski                           |
| 14 października | Baby są jakieś inne                 | Polska | Marek Koterski                                      | Adam Woronowicz, Robert Więckiewicz, Małgorzata Bogdańska                         |
| 21 października | 4:13 do Katowic                     | Polska | Andrzej Stopa                                       | Robert Więckiewicz, Mikołaj Woubishet, Weronika Borek                             |
| 21 października | Weselna polka                       | /      | Lars Jessen                                         | Christian Ulmen, Katarzyna Maciąg, Fabian Hinrichs                                |
| 28 października | Noise                               | Polska | Przemysław Adamski                                  | ----                                                                              |
| 4 listopada     | Latająca maszyna                    | /      | Martin Clapp Dorota Kobiela Geoff Lindsey           | Heather Graham, Lang Lang, Kizzy Mee, Jamie Munns                                 |
| 4 listopada     | Wyjazd integracyjny                 | Polska | Przemysław Angerman                                 | Jan Frycz, Tomasz Kot, Tomasz Karolak, Katarzyna Glinka                           |
| 10 listopada    | Listy do M.                         | Polska | Mitja Okorn                                         | Maciej Stuhr, Roma Gąsiorowska, Paweł Małaszyński                                 |
| 11 listopada    | Jutro będzie lepiej                 | /      | Dorota Kędzierzawska                                | Oleg Ryba, Jewgienij Ryba, Akhmed Sardalov                                        |
| 18 listopada    | Wymyk                               | Polska | Greg Zgliński                                       | Robert Więckiewicz, Łukasz Simlat, Gabriela Muskała                               |
| 24 listopada    | Nie ten człowiek                    | Polska | Paweł Wendorff                                      | Bartosz Turzyński, Sławomir Orzechowski, Jan Frycz                                |
| 25 listopada    | 80 milionów                         | Polska | Waldemar Krzystek                                   | Filip Bobek, Marcin Bosak, Wojciech Solarz                                        |
| 2 grudnia       | Droga na drugą stronę               | /      | Anca Damian                                         | Vlad Ivanov, Jamie Sives                                                          |
| 2 grudnia       | Z miłości                           | Polska | Anna Jadowska                                       | Marta Nieradkiewicz, Wojciech Niemczyk, Daniel Olbrychski                         |
| 9 grudnia       | Belcanto                            | Polska | Ryszard Maciej Nyczka                               | Cezary Pazura, Magdalena Różczka, Piotr Gąsowski                                  |
| 25 grudnia      | Pokaż kotku, co masz w środku       | Polska | Sławomir Kryński                                    | Jan Frycz, Krzysztof Stelmaszyk, Jacek Borusiński                                 |

### Filmy zagraniczne

#### styczeń
| Premiera    | Premiera    | Tytuł filmu               | Kraj              | Reżyseria                        | Obsada                                                              |
| Światowa    | W Polsce    | Tytuł filmu               | Kraj              | Reżyseria                        | Obsada                                                              |
| ----------- | ----------- | ------------------------- | ----------------- | -------------------------------- | ------------------------------------------------------------------- |
| (2010)      | 5 stycznia  | Tamara i mężczyźni        | Wielka Brytania   | Stephen Frears                   | Gemma Arterton, Roger Allam, Bill Camp, Dominic Cooper              |
| (2010)      | 6 stycznia  | Megamocny                 | Stany Zjednoczone | Tom McGrath                      | Dubbing: Tomasz Borkowski, Marcin Dorociński, Katarzyna Glinka      |
| (2010)      | 7 stycznia  | David chce odlecieć       | /                 | David Sieveking                  | –                                                                   |
| (2010)      | 7 stycznia  | Jak spędziłem koniec lata | Rosja             | Aleksej Popogrebski              | Grigorij Dobrygin, Siergiej Puskepalis                              |
| (2010)      | 7 stycznia  | Nie bój się, Bi           | /                 | Phan Đăng Di                     | Phan Thành Minh, Nguyễn Thị Kiều Trinh, Nguyễn Hà Phong             |
| (2009)      | 7 stycznia  | Soul Kitchen              | Niemcy            | Fatih Akın                       | Adam Bousdoukos, Moritz Bleibtreu, Birol Ünel, Anna Bederke         |
| (2009)      | 7 stycznia  | Wierząca                  | Francja           | Bruno Dumont                     | Julie Sokolowski, Yassine Salime, Karl Sarafidis, David Dewaele     |
| (2008)      | 14 stycznia | Aurora i archanioł        | /                 | Agustín Díaz Yanes               | Diego Luna, Victoria Abril, Ariadna Gil                             |
| (2009)      | 14 stycznia | Mamut                     | /                 | Lukas Moodysson                  | Gael García Bernal, Michelle Williams, Marife Necesito              |
| (2010)      | 14 stycznia | Polowanie na czarownice   | Stany Zjednoczone | Dominic Sena                     | Nicolas Cage, Ron Perlman, Claire Foy, Stephen Graham               |
| (2010)      | 14 stycznia | Safari 3D                 | Niemcy            | Reinhard Klooss, Holger Tappe    | Dubbing: Tomasz Borkowski, Sławomir Pacek, Miłogost Reczek          |
| (2009)      | 14 stycznia | Szukając Erica            | /                 | Ken Loach                        | Steve Evets, Éric Cantona, Stephanie Bishop                         |
| (2010)      | 14 stycznia | Turysta                   | /                 | Florian Henckel von Donnersmarck | Johnny Depp, Angelina Jolie, Paul Bettany, Timothy Dalton           |
| (2009)      | 14 stycznia | Zabiłem moją matkę        | Kanada            | Xavier Dolan                     | Anne Dorval, Xavier Dolan, François Arnaud                          |
| (2009)      | 21 stycznia | Ajami                     | /                 | Scandar Copti, Jaron Szani       | Fouad Habash, Nisrine Rihan, Elias Saba                             |
| (2010)      | 21 stycznia | Czarny łabędź             | Stany Zjednoczone | Darren Aronofsky                 | Natalie Portman, Mila Kunis, Vincent Cassel, Barbara Hershey        |
| (2009)      | 21 stycznia | Wkraczając w pustkę       | /                 | Gaspar Noé                       | Nathaniel Brown, Paz de la Huerta, Cyril Roy                        |
| 14 stycznia | 28 stycznia | The Green Hornet 3D       | Stany Zjednoczone | Michel Gondry                    | Seth Rogen, Jay Chou, Cameron Diaz, Christoph Waltz                 |
| (2010)      | 28 stycznia | Jak zostać królem         | /                 | Tom Hooper                       | Colin Firth, Geoffrey Rush, Helena Bonham Carter                    |
| (2010)      | 28 stycznia | Tilt                      | /                 | Wiktor Czuczkow                  | Jawor Bacharow, Owanes Torosjan, Iwajło Dragijew                    |
| (2010)      | 28 stycznia | Ludzie Boga               | Francja           | Xavier Beauvois                  | Lambert Wilson, Michael Lonsdale, Olivier Rabourdin                 |
| (2010)      | 28 stycznia | Pewien dżentelmen         | Norwegia          | Hans Petter Moland               | Stellan Skarsgård, Bjørn Floberg, Gard B. Eidsvold, Jorunn Kjellsby |
| (2010)      | 28 stycznia | Podróże Guliwera          | Stany Zjednoczone | Rob Letterman                    | Jack Black, Jason Segel, Emily Blunt, Amanda Peet                   |
| (2010)      | 28 stycznia | Pogorzelisko              | Kanada            | Denis Villeneuve                 | Lubna Azabal, Mélissa Désormeaux-Poulin, Maxim Gaudette             |

#### luty
| Premiera  | Premiera  | Tytuł filmu                                   | Kraj              | Reżyseria                          | Obsada                                                         |
| Światowa  | W Polsce  | Tytuł filmu                                   | Kraj              | Reżyseria                          | Obsada                                                         |
| --------- | --------- | --------------------------------------------- | ----------------- | ---------------------------------- | -------------------------------------------------------------- |
| (2010)    | 4 lutego  | Londyński bulwar                              | /                 | William Monahan                    | Colin Farrell, Keira Knightley, Ray Winstone                   |
| (2010)    | 4 lutego  | Para do życia                                 | Finlandia         | Joonas Berghäll, Mika Hotakainen   | Timo Aalto, Martti Åhman, Pekka Ahonen                         |
| (2010)    | 4 lutego  | Rodzina                                       | Dania             | Pernille Fischer Christensen       | Johan Philip Asbæk, Jesper Christensen, Lene Maria Christensen |
| (2010)    | 4 lutego  | Sanctum                                       | /                 | Alister Grierson                   | Rhys Wakefield, Allison Cratchley, Christopher Baker           |
| (2010)    | 4 lutego  | Skyline                                       | Stany Zjednoczone | Colin Strause, Greg Strause        | Eric Balfour, Donald Faison, Scottie Thompson                  |
| (2010)    | 11 lutego | Burleska                                      | Stany Zjednoczone | Steve Antin                        | Cher, Christina Aguilera, Alan Cumming                         |
| (2010)    | 11 lutego | Miłość i inne używki                          | Stany Zjednoczone | Edward Zwick                       | Jake Gyllenhaal, Anne Hathaway, Olivier Platt, Hank Azaria     |
| (2009)    | 11 lutego | Para na życie                                 | /                 | Sam Mendes                         | John Krasinski, Maya Rudolph, Allison Janney                   |
| (2010)    | 11 lutego | Prawdziwe męstwo                              | Stany Zjednoczone | Joel i Ethan Coenowie              | Jeff Bridges, Matt Damon, Hailee Steinfeld, Josh Brolin        |
| (2010)    | 11 lutego | Sea Rex 3D. Rodróż do prehistorycznego świata | /                 | Ronan Chapalain, Pascal Vuong      | Guillaume Denaiffe, Norbert Ferrer, Chloe Hollings             |
| (2010)    | 18 lutego | 127 godzin                                    | /                 | Danny Boyle                        | James Franco, Kate Mara, Amber Tamblyn, Sean Bott              |
| 17 lutego | 18 lutego | Jestem numerem cztery                         | /                 | D.J. Caruso                        | Alex Pettyfer, Timothy Olyphant, Dianna Agron                  |
| (2010)    | 18 lutego | Kolejny rok                                   | Wielka Brytania   | Mike Leigh                         | Jim Broadbent, Ruth Sheen, Lesley Manville                     |
| (1963)    | 18 lutego | Lampart                                       | Włochy            | Luchino Visconti                   | Burt Lancaster, Claudia Cardinale, Alain Delon                 |
| (2010)    | 18 lutego | Le quattro volte                              | /                 | Michelangelo Frammartino           | Giuseppe Fuda, Bruno Timpano, Nazareno Timpano                 |
| (2010)    | 18 lutego | Miś Yogi                                      | Stany Zjednoczone | Eric Brewig                        | Dan Aykroyd, Justin Timberlake, Anna Faris                     |
| (2010)    | 18 lutego | Wojna Restrepo                                | Stany Zjednoczone | Tim Hetherington, Sebastian Junger | ----                                                           |
| (2010)    | 18 lutego | Zbaw mnie ode złego                           | Stany Zjednoczone | Wes Craven                         | Max Thieriot, John Magaro, Denzel Whitaker                     |
| (2010)    | 25 lutego | Do szpiku kości                               | Stany Zjednoczone | Debra Granik                       | Jennifer Lawrence, John Hawkes, Garret Dillahunt               |
| 24 lutego | 25 lutego | Piekielna zemsta                              | Stany Zjednoczone | Patrick Lussier                    | Nicolas Cage, Amber Heard, William Fichtner                    |
| (2010)    | 25 lutego | Wszystko w porządku                           | Stany Zjednoczone | Lisa Cholodenko                    | Annette Bening, Julianne Moore, Mark Ruffalo                   |
| (2009)    | 25 lutego | Życie z wojną w tle                           | Stany Zjednoczone | Todd Solondz                       | Shirley Henderson, Allison Janney, Ally Sheedy                 |

#### marzec
| Premiera  | Premiera | Tytuł filmu                    | Kraj              | Reżyseria              | Obsada                                                                 |
| Światowa  | W Polsce | Tytuł filmu                    | Kraj              | Reżyseria              | Obsada                                                                 |
| --------- | -------- | ------------------------------ | ----------------- | ---------------------- | ---------------------------------------------------------------------- |
| (2010)    | 4 marca  | Fighter                        | Stany Zjednoczone | David O. Russell       | Mark Wahlberg, Christian Bale, Amy Adams                               |
| (2010)    | 4 marca  | Kolorowe wzgórza               | /                 | Carlos César Arbeláez  | Genaro Aristizábal, Natalia Cuéllar, Hernán Méndez                     |
| 3 marca   | 4 marca  | Rango                          | Stany Zjednoczone | Gore Verbinski         | Dubbing: Johnny Depp, Isla Fisher, Timothy Olyphant                    |
| 3 marca   | 4 marca  | Władcy umysłów                 | Stany Zjednoczone | George Nolfi           | Matt Damon, Emily Blunt, Lisa Thoreson                                 |
| 11 marca  | 11 marca | Matki w mackach Marsa          | Stany Zjednoczone | Simon Wells            | Dubbing: Seth Green, Joan Cusack, Dan Fogler, Elisabeth Harnois        |
| (2010)    | 11 marca | Nie opuszczaj mnie             | /                 | Mark Romanek           | Keira Knightley, Carey Mulligan, Andrew Garfield                       |
| (2010)    | 11 marca | Poznasz przystojnego bruneta   | /                 | Woody Allen            | Antonio Banderas, Josh Brolin, Anthony Hopkins, Naomi Watts            |
| (2010)    | 11 marca | Skąd wiesz?                    | Stany Zjednoczone | James L. Brooks        | Reese Witherspoon, Paul Rudd, Owen Wilson                              |
| (2009)    | 11 marca | Zwyczajna historia             | Tajlandia         | Anocha Suwichakornpong | Arkanae Cherkam, Paramej Noiam, Anchana Ponpitakthepkij                |
| (2011)    | 17 marca | SuperClásico                   | Dania             | Ole Christian Madsen   | Paprika Steen, Anders W. Berthelsen, Adriana Mascialino                |
| (2009)    | 18 marca | Dom chłopców                   | /                 | Jean-Claude Schlim     | Layke Anderson, Benn Northover, Eleanor David                          |
| (br.)     | 18 marca | Inwazja: Bitwa o Los Angeles   | Stany Zjednoczone | Jonathan Liebesman     | Aaron Eckhart, Michelle Rodriguez, Bridget Moynahan                    |
| (2010)    | 18 marca | Między nami                    | /                 | Rajko Grlić            | Miki Manojlovic, Bojan Navojec, Ksenija Marinkovic                     |
| (br.)     | 18 marca | Sex story                      | Stany Zjednoczone | Ivan Reitman           | Natalie Portman, Ashton Kutcher, Kevin Kline, Cary Elwes               |
| (2010)    | 25 marca | Dzień dobry TV                 | Stany Zjednoczone | Roger Michell          | Rachel McAdams, Harrison Ford, Diane Keaton                            |
| (2010)    | 25 marca | Hiszpański cyrk                | /                 | Álex de la Iglesia     | Carlos Areces, Antonio de la Torre, Carolina Bang                      |
| 11 lutego | 25 marca | Justin Bieber: Never Say Never | Stany Zjednoczone | Jon Chu                | -                                                                      |
| (2010)    | 25 marca | Oczy Julii                     | Hiszpania         | Guillem Morales        | Belén Rueda, Lluís Homar, Pablo Derqui                                 |
| (2010)    | 25 marca | Peryferie                      | Rumunia           | Bogdan George Apetri   | Ana Ularu, Mimi Brănescu, Andi Vasluianu                               |
| (2009)    | 25 marca | Spokój w duszy                 | Słowacja          | Vladimir Balko         | Jaromír Hanzlík, Helena Krajciová, Eugen Libezniuk, Robert Więckiewicz |
| 24 marca  | 25 marca | Sucker Punch                   | Stany Zjednoczone | Zack Snyder            | Emily Browning, Vanessa Hudgens, Abbie Cornish, Jena Malone            |

#### kwiecień
| Premiera    | Premiera    | Tytuł filmu                           | Kraj              | Reżyseria                              | Obsada                                                   |
| Światowa    | W Polsce    | Tytuł filmu                           | Kraj              | Reżyseria                              | Obsada                                                   |
| ----------- | ----------- | ------------------------------------- | ----------------- | -------------------------------------- | -------------------------------------------------------- |
| (br.)       | 1 kwietnia  | Hop                                   | Stany Zjednoczone | Tim Hill                               | Dubbing: Artur Pontek, Paweł Ciołkosz, Arkadiusz Jakubik |
| (2009)      | 1 kwietnia  | I tak nie zależy nam na muzyce        | Francja           | Cédric Dupire, Gaspard Kuentz          | Hiromichi Sakamoto, Yoshihide Otomo, Fuyuki Yamakawa     |
| 18 marca    | 1 kwietnia  | Jestem Bogiem                         | Stany Zjednoczone | Neil Burger                            | Robert De Niro, Bradley Cooper, Andrew Howard            |
| 28 stycznia | 1 kwietnia  | Rytuał                                | Stany Zjednoczone | Mikael Håfström                        | Ciarán Hinds, Alice Braga, Rutger Hauer                  |
| (2010)      | 1 kwietnia  | Somewhere. Między miejscami           | Stany Zjednoczone | Sofia Coppola                          | Stephen Dorff, Elle Fanning, Michelle Monaghan           |
| (2010)      | 1 kwietnia  | Żona doskonała                        | Francja           | François Ozon                          | Gérard Depardieu, Catherine Deneuve, Jérémie Renier      |
| 11 lutego   | 1 kwietnia  | Żona na niby                          | Stany Zjednoczone | Dennis Dugan                           | Jennifer Aniston, Adam Sandler, Bailee Madison           |
| 23 lutego   | 8 kwietnia  | Bez smyczy                            | Stany Zjednoczone | Bobby Farrelly Peter Farrelly          | Owen Wilson, Jason Sudeikis, Christina Applegate         |
| (2007)      | 8 kwietnia  | Czarne słońce                         | /                 | Krzysztof Zanussi                      | Valeria Golino, Kaspar Capparoni, Lorenzo Balducci       |
| (1964)      | 8 kwietnia  | Grek Zorba                            | /                 | Michael Cacoyannis                     | Anthony Quinn, Alan Bates, Irene Papas                   |
| (2009)      | 8 kwietnia  | Miss Kicki                            | /                 | Håkon Liu                              | Pernilla August, Ludwig Palmell, He Huang                |
| (2010)      | 8 kwietnia  | Niedokończony film                    | /                 | Yael Hersonski                         | -                                                        |
| (2010)      | 8 kwietnia  | Niepokonani                           | Stany Zjednoczone | Peter Weir                             | Jim Sturgess, Ed Harris, Colin Farrell                   |
| (2010)      | 8 kwietnia  | Rio                                   | Stany Zjednoczone | Carlos Saldanha                        | Dubbing: Jesse Eisenberg, Anne Hathaway, George Lopez    |
| (2010)      | 15 kwietnia | 80 dni                                | Hiszpania         | Jon Garaño José María Goenaga          | Itziar Aizpuru, José Ramón Argoitia, Zorion Eguileor     |
| 8 kwietnia  | 15 kwietnia | Dzikie z natury                       | Stany Zjednoczone | David Lickley                          | -                                                        |
| 13 kwietnia | 15 kwietnia | Krzyk 4                               | Stany Zjednoczone | Wes Craven                             | Neve Campbell, Courteney Cox, David Arquette             |
| (2008)      | 15 kwietnia | Moskwa, Belgia                        | Belgia            | Christophe Van Rompaey                 | Barbara Sarafian, Jurgen Delnaet, Johan Heldenbergh      |
| (2010)      | 15 kwietnia | Nieściszalni                          | /                 | Ola Simonsson Johannes Stjärne Nilsson | Bengt Nilsson, Sanna Persson Magnus Börjeson             |
| (2009)      | 15 kwietnia | Pod prąd                              | /                 | Javier Fuentes-León                    | Tatiana Astengo, Manolo Cardona, José Chacaltana         |
| (2010)      | 15 kwietnia | Szczęśliwy poeta                      | Stany Zjednoczone | Paul Gordon                            | Chris Doubek, Sam Wainwright Douglas, Paul Famighetti    |
| 18 lutego   | 29 kwietnia | Agent XXL: Rodzinny interes           | Stany Zjednoczone | John Whitesell                         | Martin Lawrence, Brandon Jackson, Jessica Lucas          |
| (2010)      | 29 kwietnia | Łagodny potwór – projekt Frankenstein | /                 | Kornél Mundruczó                       | Rudolf Frecska, Kitty Csíkos, Kornél Mundruczó           |
| (2010)      | 29 kwietnia | Między światami                       | Stany Zjednoczone | John Cameron Mitchell                  | Nicole Kidman, Aaron Eckhart, Dianne Wiest               |
| (2004)      | 29 kwietnia | Sezon na kaczki                       | Meksyk            | Fernando Eimbcke                       | Daniel Miranda, Diego Catano, Danny Perea                |
| 21 kwietnia | 29 kwietnia | Thor                                  | Stany Zjednoczone | Kenneth Branagh                        | Chris Hemsworth, Natalie Portman, Tom Hiddleston         |

#### maj
| Premiera    | Premiera | Tytuł filmu                             | Kraj              | Reżyseria                    | Obsada                                                           |
| Światowa    | W Polsce | Tytuł filmu                             | Kraj              | Reżyseria                    | Obsada                                                           |
| ----------- | -------- | --------------------------------------- | ----------------- | ---------------------------- | ---------------------------------------------------------------- |
| 23 stycznia | 6 maja   | Gnomeo i Julia                          | Stany Zjednoczone | Kelly Asbury                 | Dubbing: James McAvoy, Emily Blunt, Maggie Smith, Michael Caine  |
| (2010)      | 6 maja   | Jaskinia zapomnianych snów              | /                 | Werner Herzog                | -                                                                |
| 6 maja      | 6 maja   | Kod nieśmiertelności                    | /                 | Duncan Jones                 | Jake Gyllenhaal, Michelle Monaghan, Vera Farmiga                 |
| (2010)      | 6 maja   | Miejski serwis randkowy                 | /                 | Erika Hníková                | -                                                                |
| (2009)      | 6 maja   | Puzzle                                  | /                 | Natalia Smirnoff             | María Onetto, Gabriel Goity, Arturo Goetz                        |
| 20 kwietnia | 6 maja   | Szybcy i wściekli 5                     | Stany Zjednoczone | Justin Lin                   | Ginnifer Goodwin, Kate Hudson, John Krasinski, Colin Egglesfield |
| 16 lutego   | 6 maja   | Tożsamość                               | /                 | Jaume Collet-Serra           | Liam Neeson, Diane Kruger, January Jones                         |
| 22 kwietnia | 6 maja   | Woda dla słoni                          | Stany Zjednoczone | Francis Lawrence             | Robert Pattinson, Reese Witherspoon, Christoph Waltz             |
| (2010)      | 13 maja  | Armadillo – wojna jest w nas            | Dania             | Janus Metz Pedersen          | -                                                                |
| (2007)      | 13 maja  | Bejbis                                  | Stany Zjednoczone | David Ross                   | Lauren Birkell, Paul Borghese, Chira Cassel                      |
| 13 maja     | 13 maja  | Ksiądz                                  | Stany Zjednoczone | Scott Stewart                | Paul Bettany, Cam Gigandet, Maggie Q                             |
| (2010)      | 13 maja  | Mama                                    | Rosja             | Nikolaj Renard Jelena Renard | Ludmila Alyohina, Sergei Nazarov                                 |
| (2010)      | 20 maja  | Bobasy                                  | Francja           | Thomas Balmès                | -                                                                |
| (2009)      | 20 maja  | Delfin Plum                             | /                 | Eduardo Schuldt              | Dubbing: Robbie Daymond, Debra L. Repashy, Michael Ferreri       |
| (2010)      | 20 maja  | Mamas & Papas                           | Czechy            | Alice Nellis                 | Zuzana Bydzovská, Filip Capka, Martha Issová                     |
| (2010)      | 20 maja  | Mr. Nice                                | Wielka Brytania   | Bernard Rose                 | Rhys Ifans, Chloë Sevigny, David Thewlis, Elsa Pataky            |
| 18 maja     | 20 maja  | Piraci z Karaibów: Na nieznanych wodach | Stany Zjednoczone | Rob Marshall                 | Johnny Depp, Ian McShane, Geoffrey Rush                          |
| (2007)      | 20 maja  | Wspaniała i kochana przez wszystkich    | Szwecja           | Hannes Holm                  | Martina Haag, Nikolaj Coster-Waldau, Ellen Mattsson              |
| 25 marca    | 27 maja  | Dziennik cwaniaczka 2                   | Stany Zjednoczone | David Bowers                 | Zachary Gordon, Devon Bostick, Robert Capron                     |
| (2010)      | 27 maja  | Uczciwa gra                             | /                 | Doug Liman                   | Naomi Watts, Sean Penn, Sonya Davison                            |
| 26 maja     | 27 maja  | Kung Fu Panda 2                         | Stany Zjednoczone | Jennifer Yuh                 | Dubbing: Jack Black, Angelina Jolie, Dustin Hoffman, Seth Rogen  |
| 18 maja     | 27 maja  | Melancholia                             | /                 | Lars von Trier               | Kirsten Dunst, Charlotte Gainsbourg, Kiefer Sutherland           |
| 5 maja      | 27 maja  | Pożyczony narzeczony                    | Stany Zjednoczone | Luke Greenfield              | Ginnifer Goodwin, Kate Hudson, Colin Egglesfield                 |
| (2010)      | 27 maja  | Szalona miłość – Yves-Saint Laurent     | Francja           | Pierre Thoretton             | -                                                                |

#### czerwiec
| Premiera    | Premiera   | Tytuł filmu                           | Kraj              | Reżyseria                | Obsada                                                                 |
| Światowa    | W Polsce   | Tytuł filmu                           | Kraj              | Reżyseria                | Obsada                                                                 |
| ----------- | ---------- | ------------------------------------- | ----------------- | ------------------------ | ---------------------------------------------------------------------- |
| 25 maja     | 3 czerwca  | Kac Vegas w Bangkoku                  | Stany Zjednoczone | Todd Phillips            | Zach Galifianakis, Bradley Cooper, Ed Helms, Justin Bartha             |
| (2009)      | 3 czerwca  | Moskitiera                            | Hiszpania         | Agustí Vila              | Emma Suárez, Geraldine Chaplin, Eduard Fernández, Martina García       |
| (2010)      | 3 czerwca  | Przytul mnie                          | Dania             | Kaspar Munk              | Julie Andersen, Frederik Christian Johansen, Sofia Cukic, Hicham Najid |
| 1 czerwca   | 3 czerwca  | X-Men: Pierwsza klasa                 | Stany Zjednoczone | Matthew Vaughn           | James McAvoy, Michael Fassbender, January Jones, Jennifer Lawrence     |
| 13 maja     | 10 czerwca | Beat the World. Taniec to moc!        | Kanada            | Robert Adetuyi           | Tyrone Brown, Mishael Morgan, Nikki Grant                              |
| 16 maja     | 10 czerwca | Drzewo życia                          | Stany Zjednoczone | Terrence Malick          | Brad Pitt, Sean Penn, Jessica Chastain                                 |
| 8 kwietnia  | 10 czerwca | Hanna                                 | /                 | Joe Wright               | Saoirse Ronan, Cate Blanchett, Eric Bana                               |
| (2009)      | 10 czerwca | Kieł                                  | Grecja            | Giorgos Lanthimos        | Christos Stergioglou, Michele Valley, Aggeliki Papoulia                |
| 26 stycznia | 10 czerwca | Nic do oclenia                        | Francja           | Dany Boon                | Benoît Poelvoorde, Dany Boon, Julie Bernard                            |
| (2010)      | 10 czerwca | Rok przestępny                        | Meksyk            | Michael Rowe             | Monica del Carmen, Gustavo Sánchez Parra, Armando Hernández            |
| (2010)      | 10 czerwca | Studentki                             | Francja           | Emmanuelle Bercot        | Déborah François, Mathieu Demy, Alain Cauchi                           |
| (2010)      | 17 czerwca | Angele i Tony                         | Francja           | Alix Delaporte           | Clotilde Hesme, Grégory Gadebois, Evelyne Didi                         |
| 16 lutego   | 17 czerwca | Spisek                                | /                 | Jérôme Salle             | Tomer Sisley, Sharon Stone, Ulrich Tukur                               |
| 10 czerwca  | 17 czerwca | Super 8                               | Stany Zjednoczone | J.J. Abrams              | Elle Fanning, Amanda Michalka, Kyle Chandler                           |
| (2009)      | 24 czerwca | Mapa dźwięków Tokio                   | Hiszpania         | Isabel Coixet            | Rinko Kikuchi, Sergi López, Min Tanaka                                 |
| (2009)      | 24 czerwca | Nad morzem                            | Meksyk            | Pedro González-Rubio     | Natan Machado Palombini, Jorge Machado, Nestór Marín                   |
| (2009)      | 24 czerwca | Najszczęśliwsza dziewczyna na świecie | /                 | Radu Jude                | Andreea Bosneag, Doru Catanescu, Alexandru Georgescu                   |
| 18 czerwca  | 29 czerwca | Auta 2                                | Stany Zjednoczone | John Lasseter Brad Lewis | Dubbing: Owen Wilson, Larry the Cable Guy, Michael Caine               |

#### lipiec
| Premiera   | Premiera | Tytuł filmu                               | Kraj              | Reżyseria                                    | Obsada                                                       |
| Światowa   | W Polsce | Tytuł filmu                               | Kraj              | Reżyseria                                    | Obsada                                                       |
| ---------- | -------- | ----------------------------------------- | ----------------- | -------------------------------------------- | ------------------------------------------------------------ |
| (2010)     | 1 lipca  | Chico i Rita                              | /                 | Tono Errando Javier Mariscal Fernando Trueba | Dubbing: Mario Guerra, Limara Meneses, Eman Xor Oña          |
| 1 lipca    | 1 lipca  | Larry Crowne. Uśmiech losu                | Stany Zjednoczone | Tom Hanks                                    | Tom Hanks, Julia Roberts, Sarah Mahoney                      |
| 29 czerwca | 1 lipca  | Transformers 3                            | Stany Zjednoczone | Michael Bay                                  | Shia LaBeouf, Rosie Huntington Whiteley, John Turturro       |
| (2010)     | 1 lipca  | Wtorek, po świętach                       | Rumunia           | Radu Muntean                                 | Maria Popistasu, Mimi Brănescu, Mirela Oprișor, Dragoș Bucur |
| (2010)     | 8 lipca  | Męski erotyk                              | Dania             | Jørgen Leth                                  | Jørgen Leth                                                  |
| (2009)     | 8 lipca  | Niebo nad Saharą                          | Francja           | Karim Dridi                                  | Marion Cotillard, Guillaume Canet, Guillaume Marquet         |
| (2010)     | 8 lipca  | Strefa X                                  | Wielka Brytania   | Gareth Edwards                               | Scoot McNairy, Whitney Able                                  |
| (2010)     | 8 lipca  | W lepszym świecie                         | /                 | Susanne Bier                                 | Mikael Persbrandt, Trine Dyrholm, Markus Rygaard             |
| (2010)     | 15 lipca | Debiutanci                                | Stany Zjednoczone | Mike Mills                                   | Ewan McGregor, Christopher Plummer, Mélanie Laurent          |
| 7 lipca    | 15 lipca | Harry Potter i Insygnia Śmierci. Część II | /                 | David Yates                                  | Daniel Radcliffe, Emma Watson, Rupert Grint, Ralph Fiennes   |
| (2010)     | 22 lipca | Naznaczony                                | Stany Zjednoczone | James Wan                                    | Patrick Wilson, Rose Byrne, Ty Simpkins                      |
| 17 czerwca | 22 lipca | Pan Popper i jego pingwiny                | Stany Zjednoczone | Mark Waters                                  | Jim Carrey, Carla Gugino, Angela Lansbury                    |
| (2010)     | 22 lipca | Parking królów                            | Islandia          | Valdís Óskarsdóttir                          | Björn Hlynur Haraldsson, Daniel Brühl, Gísli Örn Garðarsson  |
| (2009)     | 22 lipca | Pierwszy raz                              | /                 | Barbara Topsøe-Rothenborg                    | Devon Werkheiser, Scout Taylor-Compton, Tania Verafield      |
| (2009)     | 29 lipca | B-Girl                                    | Stany Zjednoczone | Emily Dell                                   | Julie Urich, Missy Yager, Wesley Jonathan                    |
| 11 lutego  | 29 lipca | Cedar Rapids                              | Stany Zjednoczone | Miguel Arteta                                | Ed Helms, John C. Reilly, Anne Heche                         |
| 13 maja    | 29 lipca | Druhny                                    | Stany Zjednoczone | Paul Feig                                    | Kristen Wiig, Maya Rudolph, Rose Byrne                       |
| 17 czerwca | 29 lipca | Green Lantern                             | Stany Zjednoczone | Martin Campbell                              | Ryan Reynolds, Blake Lively, Peter Sarsgaard                 |
| 28 lutego  | 29 lipca | Karen płacze w autobusie                  | Kolumbia          | Gabriel Rojas Vera                           | Angela Carrizosa, Diego Galindo                              |
| 15 lipca   | 29 lipca | Kubuś i przyjaciele                       | Stany Zjednoczone | Stephen J. Anderson Don Hall                 | Dubbing: Jim Cummings, Craig Ferguson, John Cleese           |
| (2010)     | 29 lipca | Małżeństwa i ich przekleństwa 2           | Stany Zjednoczone | Tyler Perry                                  | Janet Jackson, Tyler Perry, Jill Scott                       |

#### sierpień
| Premiera     | Premiera    | Tytuł filmu                       | Kraj              | Reżyseria                | Obsada                                                     |
| Światowa     | W Polsce    | Tytuł filmu                       | Kraj              | Reżyseria                | Obsada                                                     |
| ------------ | ----------- | --------------------------------- | ----------------- | ------------------------ | ---------------------------------------------------------- |
| 22 lipca     | 5 sierpnia  | Kapitan Ameryka: Pierwsze starcie | Stany Zjednoczone | Joe Johnston             | Chris Evans, Hugo Weaving, Hayley Atwell, Tommy Lee Jones  |
| (2010)       | 5 sierpnia  | Fryzjerka                         | Niemcy            | Doris Dörrie             | Gabriela Maria Schmeide, Natascha Lawiszus, Ill-Young Kim  |
| 5 sierpnia   | 5 sierpnia  | Geneza planety małp               | Stany Zjednoczone | Rupert Wyatt             | James Franco, Andy Serkis, Freida Pinto, John Lithgow      |
| (2010)       | 5 sierpnia  | Misja kadrowego                   | /                 | Eran Riklis              | Mark Iwanir, Gila Almagor, Rejmond Amsalem                 |
| (2009)       | 5 sierpnia  | Prawdziwa miłość                  | Francja           | Sarah Petit              | Guillaume Depardieu, Florence Loiret Caille, Jacques Nolot |
| (9 sierpnia) | 2011        | Uważaj, komu otwierasz drzwi      | Wielka Brytania   | Kelly Smith              | Sophie Linfield, Sam Hazeldine, Gordon Alexander           |
| (2010)       | 12 sierpnia | Flamenco, flamenco                | Hiszpania         | Carlos Saura             | Sara Baras, José Miguel Carmona, Montse Cortés             |
| (2010)       | 12 sierpnia | Magiczna podróż do Afryki         | Hiszpania         | Jordi Llompart           | Gerrit Badenhorst, Sam Badenhorst, Veronica Blume          |
| 12 sierpnia  | 12 sierpnia | Oszukać przeznaczenie 5           | Stany Zjednoczone | Steven Quale             | Nicholas D’Agosto, Emma Bell, Arlen Escarpeta              |
| (2010)       | 12 sierpnia | Passione                          | /                 | John Turturro            | John Turturro, Max Casella, Lina Sastri                    |
| 23 czerwca   | 12 sierpnia | Sen o Afryce                      | /                 | Ulrich Köhler            | Pierre Bokma, Jean-Christophe Folly, Jenny Schily          |
| 20 czerwca   | 12 sierpnia | Zła kobieta                       | Stany Zjednoczone | Jake Kasdan              | Cameron Diaz, Jason Segel, Justin Timberlake               |
| 19 sierpnia  | 19 sierpnia | Conan Barbarzyńca 3D              | Stany Zjednoczone | Marcus Nispel            | Jason Momoa, Ron Perlman, Rose McGowan                     |
| (1973)       | 19 sierpnia | Ostatnie tango w Paryżu           | /                 | Bernardo Bertolucci      | Marlon Brando, Maria Schneider, Maria Michi                |
| 24 czerwca   | 19 sierpnia | Smerfy                            | Stany Zjednoczone | Raja Gosnell             | Hank Azaria, Katy Perry, Jonathan Winters                  |
| 8 lipca      | 19 sierpnia | Szefowie wrogowie                 | Stany Zjednoczone | Seth Gordon              | Jason Bateman, Charlie Day, Jason Sudeikis                 |
| (2010)       | 26 sierpnia | Agnozja                           | Hiszpania         | Eugenio Mira             | Martina Gedeck, Eduardo Noriega, Bárbara Goenaga           |
| (2010)       | 26 sierpnia | Cyrk Columbia                     | /                 | Danis Tanović            | Miki Manojlovic, Mira Furlan, Boris Ler                    |
| (2009)       | 26 sierpnia | Dzieciństwo Ikara                 | /                 | Alex Iordachescu         | Guillaume Depardieu, Alysson Paradis, Carlo Brandt         |
| 29 lipca     | 26 sierpnia | Kowboje i obcy                    | Stany Zjednoczone | Jon Favreau              | Daniel Craig, Harrison Ford, Olivia Wilde                  |
| (1994)       | 26 sierpnia | Król lew                          | Stany Zjednoczone | Roger Allers Rob Minkoff | Dubbing: Matthew Broderick, Jeremy Irons, James Earl Jones |
| (2010)       | 26 sierpnia | Nawet deszcz                      | /                 | Icíar Bollaín            | Gael García Bernal, Luis Tosar, Karra Elejalde             |
| 26 sierpnia  | 26 sierpnia | Nie bój się ciemności             | /                 | Troy Nixey               | Katie Holmes, Guy Pearce, Bailee Madison                   |
| 10 czerwca   | 26 sierpnia | O północy w Paryżu                | /                 | Woody Allen              | Owen Wilson, Rachel McAdams, Kathy Bates, Adrien Brody     |
| (1969)       | 27 sierpnia | Palacz zwłok                      | Czechosłowacja    | Juraj Herz               | Rudolf Hrušínský, Vlasta Chramostová, Jana Stehnová        |

#### wrzesień
| Premiera    | Premiera    | Tytuł filmu                | Kraj              | Reżyseria                | Obsada                                                  |
| Światowa    | W Polsce    | Tytuł filmu                | Kraj              | Reżyseria                | Obsada                                                  |
| ----------- | ----------- | -------------------------- | ----------------- | ------------------------ | ------------------------------------------------------- |
| 26 sierpnia | 2 września  | Colombiana                 | /                 | Olivier Megaton          | Zoe Saldaña, Michael Vartan, Callum Blue                |
| (2010)      | 2 września  | Czarna Wenus               | /                 | Abdellatif Kechiche      | Yahima Torres, Andre Jacobs, Olivier Gourmet            |
| (2010)      | 2 września  | Inny                       | Hiszpania         | Oskar Santos             | Eduardo Noriega, Belén Rueda, Angie Cepeda              |
| 29 lipca    | 2 września  | Kocha, lubi, szanuje       | Stany Zjednoczone | Glenn Ficarra John Requa | Steve Carell, Ryan Gosling, Julianne Moore              |
| 19 sierpnia | 2 września  | Postrach nocy              | /                 | Craig Gillespie          | Anton Yelchin, Colin Farrell, David Tennant             |
| 16 czerwca  | 8 września  | Bracia Klitschko           | Niemcy            | Sebastian Dehnhardt      | ----                                                    |
| (2009)      | 9 września  | Braterstwo                 | Dania             | Nicolo Donato            | Thure Lindhardt, David Dencik, Nicolas Bro              |
| (2010)      | 9 września  | Cisza                      | Niemcy            | Baran bo Odar            | Ulrich Thomsen, Wotan Wilke Möhring, Katrin Saß         |
| 8 lipca     | 9 września  | Heca w zoo                 | Stany Zjednoczone | Frank Coraci             | Kevin James, Rosario Dawson, Leslie Bibb                |
| 1 lipca     | 9 września  | Monte Carlo                | /                 | Thomas Bezucha           | Selena Gomez, Leighton Meester, Katie Cassidy           |
| 29 lipca    | 9 września  | Noc rekinów                | Stany Zjednoczone | David R. Ellis           | Sara Paxton, Dustin Milligan, Chris Carmack             |
| 19 sierpnia | 9 września  | Z tobą i przeciw tobie     | Francja           | Lola Doillon             | Kristin Scott Thomas, Pio Marmaï, Jean-Philippe Écoffey |
| 17 czerwca  | 16 września | Drive                      | Stany Zjednoczone | Nicolas Winding Refn     | Ryan Gosling, Carey Mulligan, Bryan Cranston            |
| (2010)      | 16 września | Jesteś tam?                | /                 | David Verbeek            | Stijn Koomen, Huan-Ru Ke, Tom De Hoog                   |
| 15 września | 16 września | Johnny English Reaktywacja | /                 | Oliver Parker            | Rowan Atkinson, Rosamund Pike, Dominic West             |
| 16 września | 16 września | Legendy przestworzy 3D     | Stany Zjednoczone | Stephen Low              | ---                                                     |
| 19 maja     | 16 września | Skóra, w której żyję       | Hiszpania         | Pedro Almodóvar          | Antonio Banderas, Elena Anaya, Jan Cornet               |
| (2010)      | 23 września | Inkarnacja                 | Stany Zjednoczone | Måns Mårlind Björn Stein | Julianne Moore, Jonathan Rhys Meyers, Jeffrey DeMunn    |
| 23 września | 23 września | Porwanie                   | Stany Zjednoczone | John Singleton           | Taylor Lautner, Lily Collins, Alfred Molina             |
| 22 lipca    | 23 września | To tylko seks              | Stany Zjednoczone | Will Gluck               | Mila Kunis, Justin Timberlake, Patricia Clarkson        |
| (2010)      | 30 września | Drugie życie Lucii         | /                 | Stefano Pasetto          | César Bordón, Sandra Ceccarelli, Arturo Goetz           |
| 10 marca    | 30 września | Jeśli nie my, to kto?      | Niemcy            | Andres Veiel             | August Diehl, Lena Lauzemis, Alexander Fehling          |

#### październik
| Premiera        | Premiera        | Tytuł filmu                 | Kraj              | Reżyseria                  | Obsada                                                 |
| Światowa        | W Polsce        | Tytuł filmu                 | Kraj              | Reżyseria                  | Obsada                                                 |
| --------------- | --------------- | --------------------------- | ----------------- | -------------------------- | ------------------------------------------------------ |
| 6 października  | 6 października  | Urodzony zwycięzca          | Stany Zjednoczone | Alex Ranarivelo            | Joseph Cross, John Pyper-Ferguson, Brando Eaton        |
| (2010)          | 7 października  | Bon appetit!                | /                 | David Pinillos             | Unax Ugalde, Nora Tschirner, Giulio Berruti            |
| 23 września     | 7 października  | Elita zabójców              | /                 | Gary McKendry              | Jason Statham, Clive Owen, Robert De Niro              |
| 15 września     | 7 października  | Mniam!                      | Malezja           | Aun Hoe Gou                | ----                                                   |
| 15 lutego       | 7 października  | Rozstanie                   |                   | Asghar Farhadi             | Payman Maadi, Leila Hatami, Sareh Bayat                |
| 7 października  | ----            | Śmiertelna paranoja         | /                 | Jaime Osorio Márquez       | Juan David Restrepo, Andrés Castañeda, Mauricio Navas  |
| (2010)          | 13 października | Czerwony orzeł              | Tajlandia         | Wisit Sasanatieng          | Ananda Everingham                                      |
| 14 lutego       | 14 października | Chodorkowski                | Niemcy            | Cyril Tuschi               | ----                                                   |
| 7 października  | 14 października | Giganci ze stali            | /                 | Shawn Levy                 | Hugh Jackman, Evangeline Lilly, Dakota Goyo            |
| 11 marca        | 14 października | Jane Eyre                   | /                 | Cary Fukunaga              | Mia Wasikowska, Michael Fassbender, Jamie Bell         |
| 21 października | 14 października | Trzej muszkieterowie        | /                 | Paul W.S. Anderson         | Logan Lerman, Matthew Macfadyen, Ray Stevenson         |
| (2010)          | 21 października | Dług                        | Stany Zjednoczone | John Madden                | Helen Mirren, Sam Worthington, Tom Wilkinson           |
| 30 września     | 21 października | Dom snów                    | Stany Zjednoczone | Jim Sheridan               | Daniel Craig, Rachel Weisz, Naomi Watts                |
| 21 października | 21 października | Paranormal Activity 3       | Stany Zjednoczone | Henry Joost Ariel Schulman | Katie Featherston, Sprague Grayden, Lauren Bittner     |
| 13 lutego       | 21 października | Pina                        | Niemcy            | Wim Wenders                | ---                                                    |
| (2010)          | 21 października | Przepis na miłość           | /                 | Jean-Pierre Améris         | Benoît Poelvoorde, Isabelle Carré, Lorella Cravotta    |
| (2010)          | 21 października | Sekret Saszy                | Niemcy            | Dennis Todorovic           | Sascha Kekez, Predrag Bjelac, Ljubisa Gruicic          |
| 18 marca        | 21 października | Wszyscy wygrywają           | Stany Zjednoczone | Tom McCarthy               | Paul Giamatti, Amy Ryan, Jeffrey Tambor                |
| 9 września      | 28 października | Epidemia strachu            | /                 | Steven Soderbergh          | Matt Damon, Kate Winslet, Jude Law, Laurence Fishburne |
| (2010)          | 28 października | Elitarni – Ostatnie starcie | Brazylia          | José Padilha               | Wagner Moura, Irandhir Santos, André Ramiro            |
| 15 kwietnia     | 28 października | Habemus Papam: mamy papieża | /                 | Nanni Moretti              | Michel Piccoli, Nanni Moretti, Jerzy Stuhr             |
| (2010)          | 28 października | Klatka                      | Szwecja           | Johan Lundborg Johan Storm | Daniel Adolfsson, Victoria Brattström, Marie Delleskog |
| 21 kwietnia     | 28 października | Sanktuarium                 | /                 | Antoine Thomas             | Sean Clement, Simonetta Solder, Jordan Hayes           |

#### listopad
| Premiera        | Premiera     | Tytuł filmu                             | Kraj              | Reżyseria                         | Obsada                                               |
| Światowa        | W Polsce     | Tytuł filmu                             | Kraj              | Reżyseria                         | Obsada                                               |
| --------------- | ------------ | --------------------------------------- | ----------------- | --------------------------------- | ---------------------------------------------------- |
| 30 września     | 4 listopada  | Ilu miałaś facetów?                     | Stany Zjednoczone | Mark Mylod                        | Anna Faris, Chris Evans, Ari Graynor                 |
| (2010)          | 4 listopada  | Lapońska odyseja                        | /                 | Dome Karukoski                    | Pamela Tola, Jussi Vatanen, Jasper Pääkkönen         |
| 2 września      | 4 listopada  | Niebezpieczna metoda                    | /                 | David Cronenberg                  | Michael Fassbender, Keira Knightley, Viggo Mortensen |
| 13 lutego       | 4 listopada  | Nieobecny                               | Argentyna         | Marco Berger                      | Carlos Echevarría, Javier De Pietro, Antonella Costa |
| 23 października | 4 listopada  | Przygody Tintina                        | /                 | Steven Spielberg                  | Dubbing: Jamie Bell, Andy Serkis, Daniel Craig       |
| (2010)          | 4 listopada  | Siostra Mozarta                         | Francja           | René Féret                        | Marie Féret, Marc Barbé, Delphine Chuillot           |
| 10 sierpnia     | 4 listopada  | Służące                                 | /                 | Tate Taylor                       | Emma Stone, Viola Davis, Octavia Spencer             |
| (2010)          | 4 listopada  | Szczęście ty moje                       | /                 | Siergiej Łoznica                  | Viktor Nemets, Vladimir Golovin, Aleksey Vertkov     |
| 28 października | 10 listopada | Anonimus                                | /                 | Roland Emmerich                   | Rhys Ifans, Vanessa Redgrave, David Thewlis          |
| 4 listopada     | 10 listopada | Tower Heist: Zemsta cieciów             | Stany Zjednoczone | Brett Ratner                      | Eddie Murphy, Ben Stiller, Casey Affleck, Alan Alda  |
| 15 maja         | 11 listopada | Chłopiec na rowerze                     | /                 | Jean-Pierre Dardenne Luc Dardenne | Thomas Doret, Cécile de France, Jérémie Renier       |
| 11 listopada    | 11 listopada | Immortals. Bogowie i herosi             | Stany Zjednoczone | Tarsem Singh                      | Henry Cavill, Mickey Rourke, John Hurt               |
| 19 sierpnia     | 11 listopada | Jeden dzień                             | /                 | Lone Scherfig                     | Anne Hathaway, Jim Sturgess, Patricia Clarkson       |
| 22 lipca        | 18 listopada | Druga Ziemia                            | Stany Zjednoczone | Mike Cahill                       | Brit Marling, William Mapother, Matthew-Lee Erlbach  |
| 19 sierpnia     | 18 listopada | Mali agenci 4D: Wyścig z czasem         | Stany Zjednoczone | Robert Rodriguez                  | Jessica Alba, Jeremy Piven, Joel McHale              |
| 18 listopada    | 18 listopada | Saga „Zmierzch”: Przed świtem – część I | Stany Zjednoczone | Bill Condon                       | Kristen Stewart, Robert Pattinson, Taylor Lautner    |
| b.r             | 21 listopada | Ostatnia robota. The Last Job           | Polska            | Gracjan Gornig                    | Gracjan Gornig                                       |
| 23 listopada    | 25 listopada | Artur ratuje gwiazdkę                   | /                 | Sarah Smith                       | Dubbing: James McAvoy, Bill Nighy, Hugh Laurie       |
| (2010)          | 25 listopada | Attenberg                               | Grecja            | Athina Rachel Tsangari            | Ariane Labed, Giorgos Lanthimos, Vangelis Mourikis   |
| 16 września     | 25 listopada | Restless                                | Stany Zjednoczone | Gus Van Sant                      | Mia Wasikowska, Henry Hopper, Ryō Kase               |
| (2010)          | 25 listopada | Seks po fińsku                          | Finlandia         | Mika Kaurismäki                   | Elina Knihtilä, Hannu-Pekka Björkman, Antti Reini    |
| 28 czerwca      | 25 listopada | Syberia, Monamour                       | Rosja             | Slava Ross                        | Lidiya Bairashevskay, Nikolai Kozak, Sergey Novikov  |
| 16 września     | 25 listopada | Szpieg                                  | /                 | Tomas Alfredson                   | Gary Oldman, Colin Firth, Tom Hardy, John Hurt       |
| 5 sierpnia      | 25 listopada | Zamiana ciał                            | Stany Zjednoczone | David Dobkin                      | Jason Bateman, Ryan Reynolds, Olivia Wilde           |

#### grudzień
| Premiera        | Premiera   | Tytuł filmu                          | Kraj              | Reżyseria                            | Obsada                                                      |
| Światowa        | W Polsce   | Tytuł filmu                          | Kraj              | Reżyseria                            | Obsada                                                      |
| --------------- | ---------- | ------------------------------------ | ----------------- | ------------------------------------ | ----------------------------------------------------------- |
| 14 października | 2 grudnia  | Anatomia strachu                     | Stany Zjednoczone | Joel Schumacher                      | Nicolas Cage, Nicole Kidman, Cam Gigandet                   |
| 18 listopada    | 2 grudnia  | Happy Feet: Tupot małych stóp 2      | Australia         | George Miller                        | Dubbing: Elijah Wood, Robin Williams, Pink                  |
| 16 września     | 2 grudnia  | Jak ona to robi?                     | Stany Zjednoczone | Douglas McGrath                      | Sarah Jessica Parker, Pierce Brosnan, Kelsey Grammer        |
| (2010)          | 2 grudnia  | Kobiety z 6. piętra                  | Francja           | Philippe Le Guay                     | Fabrice Luchini, Sandrine Kiberlain, Natalia Verbeke        |
| (2010)          | 2 grudnia  | Winx Club: Magiczna przygoda 3D      | Włochy            | Iginio Straffi                       | Dubbing: Letizia Ciampa, Emiliano Coltorti, Marco Vivio     |
| 28 listopada    | 2 grudnia  | Wyścig z czasem                      | Stany Zjednoczone | Andrew Niccol                        | Justin Timberlake, Amanda Seyfried, Cillian Murphy          |
| (1926)          | 9 grudnia  | Generał                              | Stany Zjednoczone | Clyde Bruckman Buster Keaton         | Buster Keaton, Marion Mack, Glen Cavender                   |
| (2010)          | 9 grudnia  | Gunnar szuka Boga                    | Norwegia          | Gunnar Hall Jensen                   | ---                                                         |
| 23 września     | 9 grudnia  | Kaznodzieja z karabinem              | Stany Zjednoczone | Marc Forster                         | Gerard Butler, Michelle Monaghan, Michael Shannon           |
| 23 września     | 9 grudnia  | Moneyball                            | Stany Zjednoczone | Bennett Miller                       | Brad Pitt, Robin Wright, Jonah Hill, Philip Seymour Hoffman |
| 19 października | 9 grudnia  | Poliss                               | Francja           | Maïwenn                              | Karin Viard, Joey Starr, Marina Foïs                        |
| (2010)          | 9 grudnia  | Reset                                | /                 | Michael Greenspan                    | Adrien Brody, Caroline Dhavernas, Ryan Robbins              |
| 9 grudnia       | 9 grudnia  | Sylwester w Nowym Jorku              | Stany Zjednoczone | Garry Marshall                       | Sarah Jessica Parker, Jessica Biel, Ashton Kutcher          |
| (2010)          | 9 grudnia  | Sztuka dorastania                    | Stany Zjednoczone | Gavin Wiesen                         | Freddie Highmore, Emma Roberts, Michael Angarano            |
| (2008)          | 9 grudnia  | Wilk                                 | /                 | Daniel Alfredson                     | Peter Stormare, Robin Lundberg, Rolf Degerlund              |
| (2010)          | 16 grudnia | Chłopak do towarzystwa               | /                 | Shari Springer Berman Robert Pulcini | Paul Dano, Kevin Kline, Katie Holmes                        |
| 14 października | 16 grudnia | Coś                                  | /                 | Matthijs van Heijningen Jr.          | Mary Elizabeth Winstead, Joel Edgerton, Ulrich Thomsen      |
| (2010)          | 16 grudnia | Łono                                 | /                 | Benedek Fliegauf                     | Eva Green, Matt Smith, Lesley Manville                      |
| (2010)          | 16 grudnia | Spaleni słońcem 2                    | Rosja             | Nikita Michałkow                     | Nikita Michałkow, Oleg Mieńszykow, Siergiej Garmasz         |
| 1 czerwca       | 23 grudnia | Ale cyrk                             | Dania             | Peter Dodd                           | Eva Green, Matt Smith, Lesley Manville                      |
| (2010)          | 23 grudnia | Łowca trolli                         | Norwegia          | André Øvredal                        | Otto Jespersen, Robert Stoltenberg, Knut Nærum              |
| 21 października | 26 grudnia | Chciwość                             | Stany Zjednoczone | J.C. Chandor                         | Zachary Quinto, Stanley Tucci, Kevin Spacey, Jeremy Irons   |
| 15 grudnia      | 26 grudnia | Mission: Impossible – Ghost Protocol | Stany Zjednoczone | Brad Bird                            | Tom Cruise, Jeremy Renner, Simon Pegg                       |
| 27 czerwca      | 30 grudnia | Cokolwiek się zdarzy                 | Hiszpania         | Robert Bellsolà                      | Carlotta Bosch, Marcel Tomàs, Ramón Curós                   |
| 28 października | 30 grudnia | Dziennik zakrapiany rumem            | Stany Zjednoczone | Bruce Robinson                       | Johnny Depp, Giovanni Ribisi, Aaron Eckhart                 |

## Zmarli
| - styczeń - 1 stycznia – Gerd Michael Henneberg, aktor - 1 stycznia – Flemming Jørgensen, aktor - 2 stycznia – Tove Maës, aktorka - 2 stycznia – Anne Francis, aktorka - 2 stycznia – Pete Postlethwaite, aktor - 2 stycznia – Miriam Seegar, aktorka - 3 stycznia – Jill Haworth, aktorka - 3 stycznia – Josef Shiloach, aktor - 6 stycznia – Aron Kincaid, aktor - 7 stycznia – Krzysztof Kolberger, aktor - 9 stycznia – Marian Kiełbaszczak, reżyser - 9 stycznia – Peter Yates, reżyser - 9 stycznia – Adam Marszalik, aktor - 10 stycznia – Juanito Navarro, aktor - 10 stycznia – John Dye, aktor - 11 stycznia – David Nelson, aktor/reżyser - 12 stycznia – Paul Picerni, aktor - 15 stycznia – Susannah York, aktorka - 21 stycznia – Theoni V. Aldredge, kostiumolog - 24 stycznia – Bernd Eichinger, producent filmowy - 24 stycznia – David Frye, komik - 24 stycznia – Włodzimierz Kłopocki, aktor - 25 stycznia – Andrzej Szypulski, scenarzysta - 27 stycznia – Charlie Callas, aktor/komik - 29 stycznia – Liza Vorfi, aktorka - 30 stycznia – John Barry, kompozytor - 31 stycznia – Tony Geiss, scenarzysta - luty - 1 lutego – Stanisław Michalski, aktor - 2 lutego – Margaret John, aktorka - 3 lutego – Maria Schneider, aktorka - 4 lutego – Lena Nyman, aktorka - 4 lutego – Tura Satana, aktorka - 6 lutego – Magdalena Tesławska, kostiumograf - 7 lutego – Hysen Hakani, reżyser/scenarzysta - 10 lutego – Antoni Halor, reżyser - 12 lutego – Peter Alexander, aktor - 12 lutego – Betty Garrett, aktorka - 12 lutego – Kenneth Mars, aktor - 14 lutego – John Strauss, kompozytor - 16 lutego – Alfred Burke, aktor - 16 lutego – Len Lesser, aktor - 17 lutego – Perry Moore, producent - 17 lutego – Predrag Vušović, aktor - 18 lutego – Cayle Chernin, aktorka - 18 lutego – Włodzimierz Olszewski, reżyser - 18 lutego – Walter Seltzer, producent filmowy - 22 lutego – Nicholas Courtney, aktor - 22 lutego – Laila Westersund, aktorka - 26 lutego – Arnošt Lustig, scenarzysta - 27 lutego – Amparo Muñoz, aktorka - 27 lutego – Gary Winick, reżyser/producent - 28 lutego – Annie Girardot, aktorka - 28 lutego – Andrzej Kreutz-Majewski, scenograf - 28 lutego – Jane Russell, aktorka - marzec - 3 marca – Irena Kwiatkowska, aktorka - 4 marca – Lucyna Legut, aktorka/pisarka - 4 marca – Charles Jarrott, reżyser - 6 marca – Jean Bartel, aktorka - 9 marca – Armando Goyena, aktor - 11 marca – Jorge Cherques, aktor - 11 marca – Rita Guerrero, aktorka - 12 marca – Dietmar Mues, aktor - 17 marca – Michael Gough, aktor - 17 marca – Maria Mendel, montażystka - 18 marca – Enzo Cannavale, aktor - 19 marca – Navin Nischol, aktor - 20 marca – John Apacible, aktor - 20 marca – Dorothy Young, aktorka - 21 marca – Irena Wollen, reżyser - 22 marca – Reuven Shefer, aktor - 22 marca – Helen Stenborg, aktorka - 23 marca – Elizabeth Taylor, aktorka - 23 marca – Antoni Jurasz, aktor - 24 marca – Karol Dąbrowski, reżyser - 26 marca – Roger Abbott, aktor - 27 marca – Farley Granger, aktor - 28 marca – Wenche Foss, aktorka - 30 marca – Ludmiła Gurczenko, aktorka - 30 marca – Nutan Prasad, aktor - kwiecień - 3 kwietnia – Andrzej Butruk, aktor/lektor - 3 kwietnia – Kevin Jarre, scenarzysta - 4 kwietnia – Juliano Mer-Khamis, aktor/reżyser - 4 kwietnia – Witta Pohl, aktorka - 4 kwietnia – Tadeusz Proć, II reżyser - 4 kwietnia – Wayne Robson, aktor - 5 kwietnia – Nikiforos Naneris, aktor - 7 kwietnia – Blažena Holisová, aktorka - 9 kwietnia – Sidney Lumet, reżyser - 11 kwietnia – Angela Scoular, aktorka - 14 kwietnia – Trevor Bannister, aktor - 14 kwietnia – Rami Reddy, aktor - 16 kwietnia – Blair Milan, aktor - 17 kwietnia – AJ Perez, aktor - 19 kwietnia – Michael Sarrazin, aktor - 18 kwietnia – Andrzej Piszczatowski, aktor/reżyser - 18 kwietnia – Ivica Vidović, aktor - 19 kwietnia – Elisabeth Sladen, aktorka - 21 kwietnia – Yoshiko Tanaka, aktorka - 22 kwietnia – Annalisa Ericson, aktorka - 22 kwietnia – Mikhail Kozakov, aktor/reżyser - 24 kwietnia – Marie-France Pisier, aktorka - 25 kwietnia – María Isbert, aktorka - 25 kwietnia – Tomasz Służewski, reżyser - 25 kwietnia – Islwyn Morris, aktor - 27 kwietnia – Ryszard Nawrocki, aktor - maj - 2 maja – Alexander Lazarev, aktor - 3 maja – Jackie Cooper, aktor/reżyser - 3 maja – Thanasis Veggos, aktor - 4 maja – Karolina Borchardt, aktorka - 4 maja – Sada Thompson, aktorka - 5 maja – Arthur Laurents, scenarzysta - 5 maja – Rolo Puente, aktor - 5 maja – Dana Wynter, aktorka - 9 maja – Dolores Fuller, aktorka - 14 maja – Ferial Alibali, aktorka - 15 maja – Krystyna Dmochowska, aktorka - 15 maja – Barbara Stuart, aktorka - 16 maja – Edward Hardwicke, aktor - 16 maja – Kiyoshi Kodama, aktor - 17 maja – Ewa Szumańska, scenarzystka - 21 maja – Bill Hunter, aktor - 21 maja – Hiroyuki Nagato, aktor - 23 maja – Michele Fawdon, aktorka - 25 maja – Edward Żentara, aktor - 25 maja – Andrzej Gronau, operator kamery - 25 maja – Lillian Adams, aktorka - 27 maja – Janet Brown, aktorka - 27 maja – Jeff Conaway, aktor - 29 maja – Jon Blake, aktor - 29 maja – Barbara Wronowska, aktorka - czerwiec - 1 czerwca – Juliusz Janicki, reżyser - 3 czerwca – James Arness, aktor - 3 czerwca – Miriam Karlin, aktorka - 4 czerwca – Maurice Garrel, aktor - 4 czerwca – Donald Hewlett, aktor - 8 czerwca – John Mackenzie, reżyser - 8 czerwca – Roy Skelton, aktor - 9 czerwca – Claude Léveillée, aktor - 9 czerwca – Pavel Vinnik, aktor - 11 czerwca – Laura Ziskin, producent - 11 czerwca – Gunnar Fischer, operator filmowy - 14 czerwca – Peter Schamoni, reżyser - 18 czerwca – Wilza Carla, aktorka - 18 czerwca – Clarence Clemons, muzyk/aktor - 19 czerwca – Don Diamond, aktor - 20 czerwca – Ryan Dunn, aktor/kaskader - 23 czerwca – Peter Falk, aktor - 23 czerwca – Patricia Merbreier, aktorka - 25 czerwca – Alice Playten, aktorka - 27 czerwca – Elaine Stewart, aktorka | - lipiec - 1 lipca – Fagim Sitdikow, aktor - 2 lipca – Olivera Marković, aktorka - 3 lipca – Anna Massey, aktorka - 4 lipca – Zurab Kapianidze, aktor - 5 lipca – John Sweet, aktor - 5 lipca – Gordon Tootoosis, aktor - 6 lipca – Mani Kaul, reżyser - 7 lipca – Fred Scialla, aktor - 8 lipca – Roberts Blossom, aktor - 9 lipca – Tatiana Pankova, aktorka - 12 lipca – Sherwood Schwartz, producent - 13 lipca – Heinz Reincke, aktor - 14 lipca – Antonio Prieto, aktor - 15 lipca – Googie Withers, aktorka - 17 lipca – John Kraaijkamp, aktor - 17 lipca – David Ngoombujarra, aktor - 17 lipca – Yoshio Harada, aktor - 19 lipca – Jacques Jouanneau, aktor - 22 lipca – Linda Christian, aktorka - 22 lipca – Tom Aldredge, aktor - 23 lipca – Ina van Faassen, aktorka - 25 lipca – Michael Cacoyannis, reżyser - 25 lipca – Mieczysław Fiodorow, aktor - sierpień - 1 sierpnia – Ivan Mesquita, aktor - 1 sierpnia – Żanna Prochorienko, aktorka - 2 sierpnia – Richard Pearson, aktor - 2 sierpnia – Italo Rossi, aktor - 3 sierpnia – Annette Charles, aktorka - 3 sierpnia – Ingrid Luterkort, aktorka - 3 sierpnia – Bubba Smith, aktor - 5 sierpnia – Jennifer Minetti, aktorka - 5 sierpnia – Francesco Quinn, aktor - 5 sierpnia – Maria Osiecka-Kuminek, dekoratorka wnętrz - 6 sierpnia – Henri Tisot, aktor - 6 sierpnia – John Wood, aktor - 8 sierpnia – Jiřina Švorcová, aktorka - 8 sierpnia – Guillermo Zarur, aktor - 9 sierpnia – Andrzej Borecki, scenograf - 13 sierpnia – Tareque Masud, reżyser - 14 sierpnia – Marcos Barreto, aktor - 14 sierpnia – Shammi Kapoor, aktor - 14 sierpnia – Friedrich Schoenfelder, aktor - 15 sierpnia – Jerzy Nitecki, kierownik produkcji - 15 sierpnia – Sif Ruud, aktorka - 16 sierpnia – Huw Ceredig, aktor - 19 sierpnia – Nikita Jemszanow, aktor - 19 sierpnia – Raúl Ruiz, reżyser - 21 sierpnia – Maria Kornatowska, krytyk filmowa - 22 sierpnia – Jesper Klein, aktor - 22 sierpnia – Michael Showers, aktor - 22 sierpnia – John Howard Davies, aktor/reżyser - 27 sierpnia – Danuta Chudzianka, aktorka - 27 sierpnia – Lykourgos Kallergis, aktor/reżyser - 27 sierpnia – Ija Sawwina, aktorka - wrzesień - 4 września – Jag Mundhra, reżyser - 6 września – George Kuchar, reżyser - 6 września – Janusz Morgenstern, reżyser - 8 września – Mary Fickett, aktorka - 8 września – Marcos Plonka, aktor - 10 września – Cliff Robertson, aktor - 11 września – Yuri Kuzmenkov, aktor - 11 września – Andy Whitfield, aktor - 13 września – John Calley, producent filmowy - 13 września – Jarosław Roszyk, operator filmowy - 14 września – Andrzej Przybył, scenograf - 15 września – Frances Bay, aktorka - 15 września – Otakar Vávra, scenarzysta/reżyser - 17 września – Magda Teresa Wójcik, aktorka - 18 września – Tomasz Zygadło, reżyser - 26 września – Norbert Zbigniew Mędlewski, operator dźwięku - 27 września – David Croft, scenarzysta/producent - 29 września – David Zelig Goodman, scenarzysta - 29 września – Tatiana Lioznowa, reżyserka - październik - 2 października – Peter Przygodda, reżyser - 2 października – Pavlos Tassios, reżyser - 4 października – Doris Belack, aktorka - 4 października – Jelena Czernych, aktorka - 4 października – Shmuel Shilo, reżyser/aktor - 4 października – Aleksandr Jegorow, aktor - 4 października – Walentina Judina, aktorka - 5 października – Charles Napier, aktor - 6 października – Diane Cilento, aktorka - 7 października – George Baker, aktor - 8 października – David Hess, aktor - 12 października – Heinz Bennent, aktor - 12 października – Patricia Breslin, aktorka - 12 października – Peter Hammond, aktor - 12 października – János Herskó, aktor/reżyser - 13 października – Sheila Allen, aktorka - 13 października – Barbara Kent, aktorka - 14 października – Ndrek Prela, aktor - 15 października – Betty Driver, aktorka - 17 października – Poul Glargaard, aktor - 18 października – Ramaz Chkhikvadze, aktor - 20 października – Sue Lloyd, aktorka - 24 października – Liviu Ciulei, aktor/reżyser - 27 października – Tadeusz Broś, prezenter telewizyjny/aktor - 30 października – Gerard Zalewski, reżyser - listopad - 1 listopada – Gilbert Cates, producent - 2 listopada – Sickan Carlsson, aktorka - 2 listopada – Rijk de Gooyer, aktor - 2 listopada – Sid Melton, aktor - 2 listopada – Bruno Rubeo, scenograf - 2 listopada – Leonard Stone, aktor - 3 listopada – Rosángela Balbó, aktorka - 4 listopada – Sarah Watt, reżyserka - 8 listopada – Heavy D, aktor/raper - 19 listopada – John Neville, aktor - 24 listopada – Andrzej Mandalian, scenarzysta - 25 listopada – Judy Lewis, aktorka - 27 listopada – Ken Russell, reżyser - 28 listopada – Vittorio De Seta, reżyser - 28 listopada – Paweł Komorowski, reżyser - 29 listopada – Patrice O’Neal, aktor/komik - 30 listopada – Zdeněk Miler, reżyser/animator - grudzień - 1 grudnia – Andrei Blaier, reżyser - 1 grudnia – Bill McKinney, aktor - 1 grudnia – Bev Smith, aktor - 1 grudnia – Vincent Cafarelli, reżyser/animator - 3 grudnia – Julia Marichal, aktorka - 4 grudnia – Dev Anand, aktor - 4 grudnia – Adam Hanuszkiewicz, aktor - 5 grudnia – Violetta Villas, piosenkarka/aktorka - 6 grudnia – Zbigniew Safjan, scenarzysta - 8 grudnia – Harry Morgan, aktor - 11 grudnia – Leszek Skrzydło, reżyser - 12 grudnia – Bert Schneider, producent - 12 grudnia – Wełko Kynew, aktor - 16 grudnia – Dan Frazer, aktor - 17 grudnia – Krzysztof Szmagier, reżyser - 17 grudnia – Don Sharp, reżyser - 22 grudnia – Piotr Figiel, kompozytor - 24 grudnia – Johannes Heesters, aktor - 25 grudnia – Jerzy Mizak, kierownik planu - 26 grudnia – Pedro Armendáriz Jr., aktor - 29 grudnia – Joe Bodolai, scenarzysta |